# Jaroslav Hloužek
Jaroslav Hloužek (27. května 1920, Jackov – 18. listopadu 1942, průliv La Manche) byl český zámečník a pilot.

## Biografie
Jaroslav Hloužek se narodil v roce 1920 v Jackově, jeho otcem byl rolník. Vyučil se strojním zámečníkem v Moravských Budějovicích a při akci 1000 pilotů republice se přihlásil do letecké školy v Brně a po základním výcviku nastoupil na základní vojenskou službu k 2. leteckému pluku v Olomouci. V dubnu roku 1939 byl propuštěn z armády, ale plánoval odchod do zahraničí, aby mohl nastoupit do armády. Spolu s přítelem Blažejem Konvalinou odešel do Polska, kde se v Krakově přidal k československé armádě, odešel do Rumunska a následně do Francie, kde působil v pěší jednotce a později do Velké Británie.
V Británii nastoupil do 313. československé letecké perutě jako stíhač. O jeho životě v Británii se zmiňoval František Fajtl nebo Zdeněk Šmoldas, Hloužek byl zvláštní tím, že byl nejmladším pilotem perutě. Přijat do RAF byl 24. července 1940, při cvičném letu 26. března 1941 málem zahynul, ale těsně před pádem letadla vyskočil, jeho cvičitel ale vyskočit nestihl a zahynul. Zařazen do bojové jednotky byl dne 15. září 1941, na začátku roku 1942 se ke stejné jednotce připojil i jeho přítel Blažej Konvalina. Dne 12. dubna roku 1942 poškodil při bitvě německé letadlo a 30. dubna poprvé sestřelil německé letadlo. Zemřel nad mořem nedaleko majáku Les Triagoz v severozápadní Francii 18. listopadu 1942. Rodina Jaroslava Hloužka byla během druhé světové války perzekvována, matka i otec byli zatčeni gestapem, bratr byl uvězněn v Kounicových kolejích. Roku 2005 proběhlo pátrání po zříceném letounu Jaroslava Hloužka.
V rodném Jackově je zmíněn na pamětní desce na památníku obětem druhé světové války. V roce 1947 byl in memoriam povýšen na poručíka a roku 1989 na plukovníka. Obdržel 2x Československou medaili Za chrabrost a 2x Československý válečný kříž. Na rodném domě v Jackově mu byla instalována pamětní deska, je také připsán na pomníku obětí války v Jackově. Jeho jméno je zapsáno také na památníku letců v Runnymede ve Velké Británii.